# Deiva Zivarattinam
 (juin 2025).
Deiva Zivarattinam, né le 3 décembre 1894 à Pondichéry (Établissement français de l’Inde) et décédé le 25 mars 1975 à Pondichéry (Territoire de Pondichéry, Inde), a été député français du 21 octobre 1945 au 10 juin 1946.

## Biographie
Délégué aux Assemblées consultatives d'Alger puis de Paris (1943-1945), il y représente l'Inde française.